# David Knutson
David Lee Knutson (* 19. März 1946 in Waukesha, USA) ist ein US-amerikanischer Opernsänger (Tenor/Countertenor).

## Leben
Knutsons besondere Begabung lässt es zu, sowohl lyrische Tenorpartien zu interpretieren, als auch durch ein besonders gut gepflegtes Falsett, das Counterfach zu singen. Er wurde u. a. von Aribert Reimann in der Uraufführung seines Lear für die Partie des Edgar (Tom) herangezogen.

## Aufnahmen
- 1975 Richard Strauss Salome, mit Hildegard Behrens, Agnes Baltsa, Karl-Walter Böhm, Dirigent: Herbert von Karajan
- 1977 Aribert Reimann Lear, mit Dietrich Fischer-Dieskau, Julia Varady, Dirigent: Gerd Albrecht
- 1983 Erich Wolfgang Korngold Die tote Stadt, mit Karan Armstrong, James King, Dirigent: Heinrich Hollreiser
- 1984 Aribert Reimann Die Gespenstersonate
- 1988 Paul Hindemith Das Nusch-Nuschi
- 2002 Carl Orff Carmina Burana
- Georg Friedrich Händel Utrechter Te Deum und Jubilate
- Robert Gillner (Hrsg.): Shakespeare for Lovers. Sprecher: Catherine Gayer, David Knutson u. a. Monarda Publishing House, Halle 2012, 2 CD, 92 Minuten.